# Coliniaritate
În geometrie, coliniaritatea unei mulțimi de puncte este proprietatea lor de a fi dispuse pe o singură dreaptă. Se spune că o mulțime de puncte cu această proprietate este coliniară (uneori scris colineară). În general, termenul este folosit pentru a arăta că unele obiecte sunt aliniate, adică stau „în linie” sau „într-un șir”.

## Puncte pe o dreaptă
În orice geometrie, se spune că mulțimea de puncte de pe o dreaptă este coliniară. În geometria euclidiană, această relație este vizualizată intuitiv prin puncte situate pe o „linie dreaptă”. Cu toate acestea, în majoritatea geometriilor (inclusiv cea euclidiană), o dreaptă este de obicei un tip de obiect primitiv (nedefinit), astfel încât astfel de vizualizări nu vor fi neapărat adecvate. Un model matematic al geometriei oferă o interpretare a modului în care punctele, dreptele și alte tipuri de obiecte relaționează între ele, iar o noțiune precum coliniaritatea trebuie interpretată în contextul acelui model. De exemplu, în geometria sferică, unde liniile sunt reprezentate în modelul standard prin cercuri mari ale unei sfere, mulțimile de puncte coliniare se află pe același cerc mare. Astfel de puncte nu se află pe o „dreaptă” în sens euclidian și nu sunt considerate ca fiind în șir.
O transformare geometrică definită pe o geometrie cu valori în ea însăși, care transformă dreptele în alte drepte se numește coliniație⁠(d); ea conservă proprietatea de coliniaritate. Aplicațiile liniare (sau funcțiile liniare) de pe spații vectoriale, privite ca transformări geometrice, transformă dreptele în alte drepte; adică ele asigură corespondența între mulțimi de puncte coliniare și alte mulțimi de puncte coliniare, și, prin urmare, sunt coliniații. În geometria proiectivă, aceste aplicații liniare se numesc omografii⁠(d) și sunt doar unul din mai multele tipuri de coliniație.

## Exemple din geometria euclidiană

### Triunghiuri
În orice triunghi, următoarele mulțimi de puncte sunt coliniare:
- Ortocentrul⁠(d), centrul cercului circumscris, centrul de greutate⁠(d), punctul Exeter⁠(d), punctul de Longchamps⁠(d) și centrul cercului celor nouă puncte sunt coliniare, toate căzând pe o linie numită dreaptă Euler.
- Punctul de Longchamps are și alte coliniarități.
- Orice vârf, tangența laturii opuse la un cerc exînscris și punctul Nagel⁠(d) sunt coliniare pe o dreaptă numită despărțitoarea⁠(d) triunghiului.
- Mijlocul oricărei laturi, punctul care este echidistant față de acesta de-a lungul laturii triunghiului în ambele direcții și centrul cercului Spieker sunt coliniare pe o dreaptă numită cleaver⁠(d) al triunghiului. (Cercul Spieker este cercul înscris în triunghiul median⁠(d), iar centrul său este centrul de masă al perimetrului triunghiului.)
- Orice vârf, tangenta laturii opuse la cercul înscris și punctul Gergonne sunt coliniare.
- Din orice punct de pe cercul circumscris al unui triunghi, cele mai apropiate puncte de pe fiecare dintre cele trei laturi extinse ale triunghiului sunt coliniare pe dreapta Simson a punctului de pe cercul circumferitor.
- Dreptele care leagă picioarele înălțimilor⁠(d) intersectează laturile opuse în puncte coliniare.[2]:p.199
- Centrul cercului înscris într-un triunghi, mijlocul unei înălțimi și punctul de contact al laturii corespunzătoare cu cercul exînscris relativ la acea latură sunt coliniare.[3]:p.120,#78
- Teorema lui Menelaus afirmă că trei puncte {\displaystyle P_{1},P_{2},P_{3}} aflate pe laturile (unele prelungiri⁠(d)) ale unui triunghi opuse vârfurilor {\displaystyle A_{1},A_{2},A_{3}} respectiv sunt coliniare dacă și numai dacă următoarele produse ale lungimii segmentelor sunt egale:[2]:p. 147

{\displaystyle P_{1}A_{2}\cdot P_{2}A_{3}\cdot P_{3}A_{1}=P_{1}A_{3}\cdot P_{2}A_{1}\cdot P_{3}A_{2}.}
- Centrul cercului înscris, centrul de greutate și centrul cercului Spieker sunt coliniare.
- Centrul cercului circumscris, punctul de mijloc Brocard⁠(d) și punctul Lemoine⁠(d) al unui triunghi sunt coliniare. [4]
- Două drepte perpendiculare care se intersectează în ortocentrul⁠(d) unui triunghi intersectează fiecare dintre prelungirile laturilor⁠(d) triunghiului. Punctele de mijloc de pe cele trei laturi ale acestor puncte de intersecție sunt coliniare pe dreapta Droz-Farny⁠(d).

### Patrulatere
- Într-un patrulater convex ABCD ale cărui laturi opuse se intersectează în E și F, mijloacele⁠(d) segmentelor AC, BD, EF sunt coliniare, iar dreapta pe care se află ele se numește dreapta Newton (uneori cunoscută ca dreapta Newton-Gauss⁠(d)). Dacă patrulaterul este un patrulater tangențial, atunci și centrul cercului înscris se află pe această dreaptă.[5]
- Într-un patrulater convex, cvasiortocentrul H, „centrul de suprafață” G și cvasicircumcentrul O sunt coliniare în această ordine și HG = 2GO.[6]

- Într-un patrulater inscriptibil, centrul cercului circumscris, intersecția celor două linii mijlocii și anticentrul sunt coliniare.[7]
- Într-un patrulater inscriptibil, centrul de suprafață, intersecția liniilor mijlocii și intersecția diagonalelor sunt coliniare.[8]
- Într-un trapez circumscriptibil, tangentele cercului circumscris la cele două baze sunt coliniare cu centrul cercului înscris.
- Într-un trapez tangențial, mijloacele picioarelor sunt coliniare cu centrul cercului înscris.

### Hexagoane
- Teorema lui Pascal⁠(d) (cunoscută și sub denumirea de Teorema Hexagramei Mistice) afirmă că dacă pe o secțiune conică (adică, elipsă, parabolă sau hiperbolă) sunt alese șase puncte arbitrare și sunt unite prin segmente de dreaptă în orice ordine pentru a forma un hexagon, atunci cele trei perechi de laturi opuse ale hexagonului (prelungirile lor dacă este necesar) se întâlnesc în trei puncte care se află pe o linie dreaptă, numită dreapta Pascal a hexagonului. Reciproca este și ea adevărată: teorema Braikenridge-Maclaurin⁠(d) afirmă că, dacă cele trei puncte de intersecție ale celor trei perechi de drepte cu laturile respectiv opuse ale unui hexagon se află pe o dreaptă, atunci cele șase vârfuri ale hexagonului se află pe o conică, care poate fi degenerată ca în teorema hexagonului a lui Pappus.

### Secțiuni conice
- Conform teoremei lui Monge⁠(d), pentru oricare trei cercuri dintr-un plan, dintre care niciunul nu este complet în interiorul unuia dintre celelalte, cele trei puncte de intersecție ale celor trei perechi de drepte, fiecare tangentă exterioară la două dintre cercuri, sunt coliniare.
- Într-o elipsă, centrul, cele două focare și cele două vârfuri cu cea mai mică rază de curbură⁠(d) sunt coliniare, iar centrul și cele două vârfuri cu cea mai mare rază de curbură sunt coliniare.
- Într-o hiperbolă, centrul, cele două focare și cele două vârfuri sunt coliniare.

### Conuri
- Centrul de masă al unui solid conic de densitate uniformă se află la un sfert din distanță de la centrul bazei până la vârf, pe linia dreaptă care le unește pe cele două.

### Tetraedre
- Centrul de greutate al unui tetraedru este mijlocul segmentului dintre punctul său Monge și centrul sferei circumscrise. Aceste puncte definesc dreapta Euler a tetraedrului care este analogă dreptei Euler a unui triunghi. Centrul sferei în douăsprezece puncte a tetraedrului se află și el pe linia lui Euler.

## Algebră

### Coliniaritatea punctelor ale căror coordonate sunt date
În geometria analitică, în spațiul n-dimensional, o mulțime de trei sau mai multe puncte distincte sunt coliniare dacă și numai dacă matricea coordonatelor acestor vectori are rangul mai mic sau egal cu 1. De exemplu, date fiind trei puncte
{\displaystyle {\begin{aligned}X&=(x_{1},\ x_{2},\ \dots ,\ x_{n}),\\Y&=(y_{1},\ y_{2},\ \dots ,\ y_{n}),\\Z&=(z_{1},\ z_{2},\ \dots ,\ z_{n}),\end{aligned}}}
dacă matricea
{\displaystyle {\begin{bmatrix}x_{1}&x_{2}&\dots &x_{n}\\y_{1}&y_{2}&\dots &y_{n}\\z_{1}&z_{2}&\dots &z_{n}\end{bmatrix}}}
este de rangul 1 sau mai mic, atunci punctele sunt coliniare.
Echivalent, pentru fiecare submulțime de X, Y, Z, dacă matricea
{\displaystyle {\begin{bmatrix}1&x_{1}&x_{2}&\dots &x_{n}\\1&y_{1}&y_{2}&\dots &y_{n}\\1&z_{1}&z_{2}&\dots &z_{n}\end{bmatrix}}}
este de rangul 2 sau mai mic, atunci punctele sunt coliniare. În special, pentru trei puncte din plan (n = 2), matricea de mai sus este pătrată și punctele sunt coliniare dacă și numai dacă determinantul său este zero; întrucât acest determinant 3 × 3 este plus sau minus dublul ariei unui triunghi cu acele trei puncte ca vârfuri, aceasta este echivalentă cu afirmația că cele trei puncte sunt coliniare dacă și numai dacă triunghiul cu acele puncte ca vârfuri are aria zero.

### Coliniaritatea punctelor ale căror distanțe pe perechi sunt date
Cel puțin trei puncte distincte sunt coliniare dacă și numai dacă, pentru fiecare trei dintre acele puncte A, B, C, următorul determinant al unei matrice Cayley-Menger⁠(d) este zero (cu d(AB) fiind distanța dintre A și B etc. ):
{\displaystyle \det {\begin{bmatrix}0&d(AB)^{2}&d(AC)^{2}&1\\d(AB)^{2}&0&d(BC)^{2}&1\\d(AC)^{2}&d(BC)^{2}&0&1\\1&1&1&0\end{bmatrix}}=0.}
Acest determinant este, conform formulei lui Heron, egal cu −16 înmulțit cu pătratul ariei unui triunghi cu laturile d(AB), d(BC), d(AC); deci verificarea dacă acest determinant este egal cu zero este echivalentă cu verificarea dacă triunghiul cu vârfurile A, B, C are aria zero (deci vârfurile sunt coliniare).
Echivalent, o mulțime de cel puțin trei puncte distincte sunt coliniare dacă și numai dacă, pentru fiecare trei dintre acele puncte A, B, C cu d(AC) mai mare sau egal cu fiecare dintre d(AB) și d(BC), inegalitatea triunghiului d(AC) ≤ d(AB) + d(BC) este egalitate.

## Teoria numerelor
Două numere m și n nu sunt prime între ele — adică au un factor comun, altul decât 1 — dacă și numai dacă pentru un dreptunghi reprezentat pe o rețea pătrată cu vârfurile în (0, 0), (m, 0), (m, n), (0, n), cel puțin un punct interior este coliniar cu (0, 0) și (m, n).

## Concurență (plan dual)
În diverse geometrii plane, noțiunea de a schimba rolurile „punctelor” și „dreptelor” păstrând în același timp relația dintre ele se numește dualitate de plan⁠(d). Fie o mulțime de puncte coliniare. Prin dualitate de plan se obține o mulțime de drepte care se întâlnesc toate într-un punct comun. Proprietatea pe care o are această mulțime de drepte (faptul că se întâlnesc într-un punct comun) se numește concurență și se spune că dreptele sunt concurente. Astfel, concurența este echivalentă în plan dual coliniarității.

## Graful de coliniaritate
Dată fiind o geometrie parțială⁠(d) P, unde două puncte determină cel mult o dreaptă, un graf de coliniaritate al lui P este un graf ale cărui vârfuri sunt punctele lui P, unde două vârfuri sunt adiacente dacă și numai dacă determină o dreaptă în P.

## Utilizare în statistică și econometrie
În statistică, coliniaritatea se referă la o relație liniară între două variabile explicative⁠(d). Două variabile sunt perfect coliniare dacă există o relație liniară exactă între cele două, deci corelația dintre ele este egală cu 1 sau −1. Adică, X1 și X2 sunt perfect coliniare dacă există parametri {\displaystyle \lambda _{0}} și {\displaystyle \lambda _{1}} astfel încât, pentru toate observațiile i, avem
{\displaystyle X_{2i}=\lambda _{0}+\lambda _{1}X_{1i}.}
Aceasta înseamnă că dacă diferitele observații (X1i, X2i) sunt reprezentate grafic în planul (X1, X2), aceste puncte sunt coliniare în sensul definit mai devreme în acest articol.
Multicolinearitatea perfectă se referă la o situație în care k (k ≥ 2) variabile explicative dintr-un model de regresie multiplă sunt perfect legate liniar, conform
{\displaystyle X_{ki}=\lambda _{0}+\lambda _{1}X_{1i}+\lambda _{2}X_{2i}+\dots +\lambda _{k-1}X_{(k-1),i}}
pentru orice observație i. În practică, rareori ne confruntăm cu multicoliniaritate perfectă într-un set de date. Mai frecvent, problema multicolinearității apare atunci când există o „relație liniară puternică” între două sau mai multe variabile independente, ceea ce înseamnă că
{\displaystyle X_{ki}=\lambda _{0}+\lambda _{1}X_{1i}+\lambda _{2}X_{2i}+\dots +\lambda _{k-1}X_{(k-1),i}+\varepsilon _{i}}
unde varianța {\displaystyle \varepsilon _{i}} este relativ mică.
Conceptul de coliniaritate laterală extinde această viziune tradițională și se referă la coliniaritatea dintre variabile explicative și criteriale (adică explicate).

## Utilizare în alte domenii

### Sisteme de forțe
Pentru un sistem de forțe se definește axa centrală (Louis Poinsot 1806) prin dreapta loc geometric al punctelor pentru care forța rezultantă și momentul rezultant sunt colineare.

### Rețele de antene

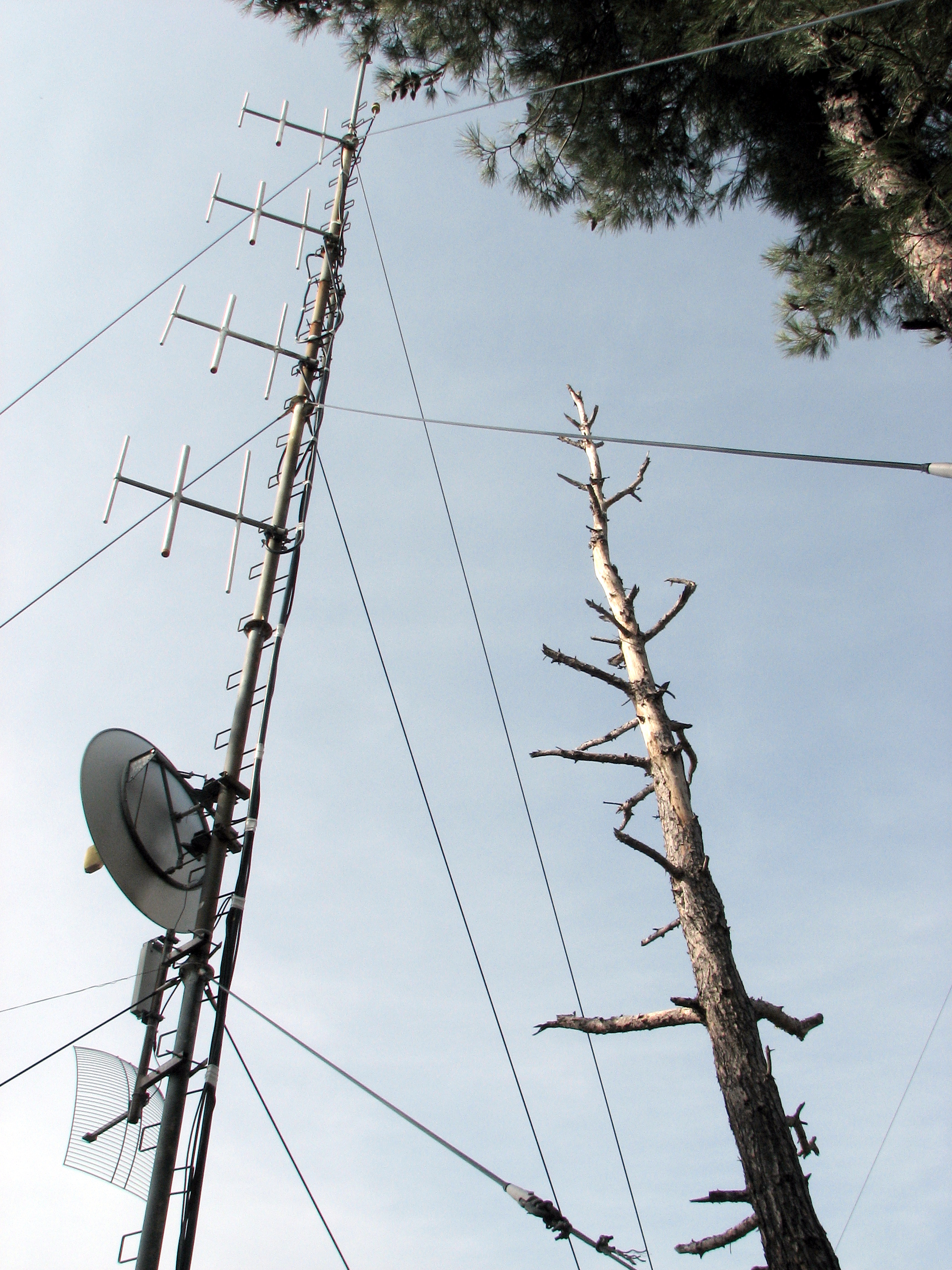
Un catarg de antenă cu patru rețele direcționale coliniare.

În telecomunicații, o rețea de antene coliniare⁠(d) este o rețea de antene dipol montate în așa fel încât elementele corespunzătoare ale fiecărei antene să fie paralele și aliniate, adică sunt situate de-a lungul unei drepte sau axe comune.

### Fotografie
Ecuațiile de coliniaritate⁠(d) sunt un set de două ecuații, utilizate în fotogrammetrie și în vederea stereo pe calculator⁠(d), pentru a lega coordonatele dintr-un plan de imagine (de senzori) (în două dimensiuni) cu coordonatele obiectului (în trei dimensiuni). În context fotografic, ecuațiile sunt derivate luând în considerare proiecția centrală a unui punct al obiectului⁠(d) prin centrul optic⁠(d) al camerei către imaginea din planul imaginii (senzor). Cele trei puncte, punctul obiect, punctul imagine și centrul optic, sunt întotdeauna coliniare. Un alt mod de a spune acest lucru este că segmentele de dreaptă care unesc punctele obiect cu punctele lor de imagine sunt toate concurente în centrul optic.